# Mr. Holland's Opus
Mr. Holland's Opus es una película estadounidense de 1995 de género dramático, dirigida por Stephen Herek, producida por Ted Field, Robert W. Cort y Michael Nolin y con guion de Patrick Sheane Duncan. La cinta fue protagonizada por Richard Dreyfuss, Glenne Headly, Olympia Dukakis, William H. Macy y Jay Thomas.
Profesor Holland es presentada como la biografía del profesor de música Glenn Holland en 30 años de su carrera en la escuela secundaria ficticia John F. Kennedy en Portland, Oregón, una profesión que irá aprendiendo a desarrollar y a amar, siendo a lo largo de su carrera cada vez más apreciado por sus alumnos.

## Argumento
En 1965 Glenn Holland (Richard Dreyfuss) es un talentoso músico y compositor que tiene un relativo éxito en su carrera. Sin embargo, en los años 60 se ve obligado por problemas económicos a dedicarse a la docencia en una escuela preparatoria norteamericana. Tras diez años de pianista de clubs nocturnos, busca solamente "hacer su trabajo lo mejor posible", y escapar al finalizar las clases, lo que hará que la directora del establecimiento le llame la atención, no solo debe transmitir conocimientos, sino orientar a sus alumnos, despertarles interés y vocación.
Si bien al principio no logra despertar interés en sus alumnos, ni tampoco que aprendan, poco a poco comienza a ganarse el aprecio de ellos, y lo que comienza siendo un trabajo temporal se acaba convirtiendo en su forma de vida, cuando comprende que para lograrlo debe incorporar nuevas herramientas como trazar paralelismos con el rock y la música clásica a pesar de algún cuestionamiento inicial de los directivos.
Con el profesor de gimnasia Bill (Jay Thomas) desarrollará una gran amistad, mientras que con el asistente principal Gene Wolters (William H. Macy) no logrará llevarse bien como tampoco en un principio con la directora Helen Jacobs (Olympia Dukakis).
Cuando su mujer Iris Glenne Headly, una comprensiva y abnegada esposa, queda embarazada, deciden usar los ahorros de la futura orquestación para mudarse a una nueva casa.
Pronto se darán cuenta de que su hijo Cole (a quien llaman así por John Coltrane, reconocido músico de Jazz) tiene una sordera del 90 por ciento lo que traerá algún distanciamiento con su familia por no comprender cómo abordar la situación, volcando su energía en sus alumnos.
Rowena Morgan, una joven alumna que comparte con él su pasión y la emoción por la música, se enamora de Glenn y éste se ve ante un delicado dilema.
El tiempo pasa deprisa. El mundo se transforma con la Guerra de Vietnam, el movimiento hippie, los Beatles y las agitaciones sociales en busca de un mundo mejor, y la película intenta dar cuenta de este paso del tiempo buscando imágenes representativas. La muerte de John Lennon en 1980 introduce un nuevo acercamiento con su hijo, al mostrarle Cole que también sabe y aprecia la música y su profesión.
El mundo sigue girando a gran velocidad. Glenn, ya con sesenta años para 1995, se ve despedido por recortes presupuestarios. Gene Wolters, director desde la marcha de Jacobs, le anuncia deben prescindir de su asignatura, y no solo la suya, sino todas las relacionadas con el arte.
Todo su mundo se viene abajo entonces, y se pregunta si valió de algo haber dedicado su vida para que al final nadie lo recuerde, cuando entonces lo sorprende una grata sorpresa de sus exalumnos para su despedida.

## Reparto
- Richard Dreyfuss como Glenn Holland.
- Glenne Headly como Iris Holland.
- Jay Thomas como Bill Meister.
- Olympia Dukakis como Directora Helen Jacobs.
- William H. Macy como Vicedirector (luego Director) Gene Wolters.
- Alicia Witt como estudiante Gertrude Lang.
- Joanna Gleason como la ya adulta Gobernadora Gertrude Lang.
- Terrence Howard como Louis Russ.
- Damon Whitaker como Bobby Tidd.
- Jean Louisa Kelly como Rowena Morgan.
- Alexandra Boyd como Sarah Olmstead.
- Nicholas John Renner como Coltrane "Cole" Holland (6 años).
- Joseph Anderson como Coltrane "Cole" Holland (15 años).
- Anthony Natale como Coltrane "Cole" Holland (28 años).
- Beth Maitland como Directora de la Escuela para sordos.
- Balthazar Getty como Stadler.

## Producción
1995: Nominada al Oscar: Mejor actor (Richard Dreyfuss)
1995: 2 nominaciones al Globo de Oro: Mejor actor (Richard Dreyfuss) y mejor guion
La película fue escrita por Patrick Sheane Duncan (por la cual recibió la nominación Premio Globo de Oro al mejor guion) y dirigida por Stephen Herek. Dreyfuss fue nominado para al Oscar al Mejor Actor en 1996 por este trabajo que finalmente ganó Nicolas Cage y una nominación al Globo de Oro al Mejor actor en 1995.

## Lugares de filmación
La película fue filmada en los alrededores de Portland (Oregón) con escenas de exterior e interior en el Ulysses S. Grant High School (Portland, Oregón).

## Material de archivo
- Discurso de Martin Luther King, Jr.
- Robert y John F. Kennedy
- Woodstock
- Guerra de Vietnam
- The Rocky Horror Picture Show
- Saturday Night Fever
- Stop Making Sense
- Asesinato de John Lennon

## Música
La película cuenta con una partitura orquestal de Michael Kamen y muchas piezas de música clásica. Kamen también escribió An American Symphony, la obra en la que Mr. Holland se muestra trabajando en toda la película.

## Banda sonora de la película
Dos bandas sonoras fueron puestas en libertad por esta película en enero de 1996. Una de ellas es de la película original, e incluye toda la música original de Michael Kamen escrita para la película. El segundo álbum es una colección de la música popular que aparece en la película:
1. "Visions of a Sunset" – Shawn Stockman (of Boyz II Men)
2. "One, Two, Three" – Len Barry
3. "A Lover's Concerto" – The Toys
4. "Keep On Running" – Spencer Davis Group
5. "Uptight (Everything's Alright)" – Stevie Wonder
6. "Imagine" – John Lennon
7. "The Pretender" – Jackson Browne
8. "Someone to Watch Over Me" – Julia Fordham
9. "I Got a Woman" – Ray Charles
10. "Beautiful Boy (Darling Boy)" – John Lennon
11. "Cole's Song" – Julian Lennon & Tim Renwick
12. "An American Symphony (Mr. Holland's Opus)" – London Metropolitan Orchestra & Michael Kamen
13. "Louie Louie" - The Kingsmen

## The Mr. Holland's Opus Foundation
Inspirado por la película, su compositor Michael Kamen, fundó The Mr. Holland's Opus Foundation (MHOF) en 1996 como su compromiso por el futuro de la educación musical.